# Ulica Franciszka Ksawerego Dmochowskiego w Warszawie
Ulica Franciszka Ksawerego Dmochowskiego – ulica warszawskiego osiedla Solec, biegnąca od ul. Miechowskiej do ul. Rozbrat.

## Historia
Ulica Dmochowskiego została wytyczona około roku 1927 jako odcinek ul. Miechowskiej wraz z parcelacją okolicznych gruntów. Od roku 1931 odcinek od ul. Rozbrat do załamania biegu ulicy usamodzielnił się jako ulica Dmochowskiego, którą planowano wydłużyć aż do ul. Czerniakowskiej.
Na przecięciu z ul. Koźmińską planowano wytyczenie placyku, jednak realizacja tych planów nie doszła nigdy do skutku.
W latach 1928-32 w parzystej pierzei ulicy według projektu Tadeusza Majewskiego i Franciszka Eychhorna wzniesiono gmachy II Miejskiego Gimnazjum Żeńskiego im. J. Kochanowskiego, przypisane numeracji ul. Rozbrat. Przeciwną stronę ulicy zabudowano w latach 1935–1937 utylitarnymi kamienicami, których fasady uległy degradacji z powodu niedbałych remontów w latach powojennych.
24 września 1943 na rogu ulic Dmochowskiego i Rozbrat został zastrzelony przez żołnierzy Agatu mieszkający w kamienicy pod nr. 2 zastępca komendanta Gęsiówki SS-Hauptscharführer August Kretschmann.
W roku 1944 częściowemu zburzeniu uległa zabudowa narożnych posesji u zbiegu z ul. Rozbrat; po odbudowie kamienice otrzymały wykończenie wykonane tanim kosztem.